# Zwiadowca
Zwiadowca – żołnierz wchodzący w skład etatowego pododdziału rozpoznawczego lub wykonujący czynności bezpośrednio związane z rozpoznaniem. Stanowisko to wymaga specyficznego szkolenia i odpowiednich warunków psychofizycznych.